# Бартасинский, Дмитрий Евгеньевич
Дми́трий Евге́ньевич Бартаси́нский (род. 19 января 1995 года, Волгоград, Россия)  — российский пловец - паралимпиец. Многократный чемпион мира, чемпион Европы, рекордсмен Европы (400 м в/с). Заслуженный мастер спорта России по плаванию среди спортсменов с поражением опорно-двигательного аппарата (ПОДА).

## Награды
- Мастер спорта России (2 апреля 2010 года)[2].
- Мастер спорта России международного класса (27 октября 2014 года)[3].
- Заслуженный мастер спорта России (2015).